# Distrito de Pachangara

Provincia de Oyón en el Departamento de Lima

El distrito de Pachangara es uno de los seis que conforman la provincia de Oyón, ubicada en el departamento de Lima en el Perú. Limita por el Norte y por el Este con el distrito de Oyón; por el Sur con la provincia de Huaura, y, por el Oeste,  con el distrito de Andajes.
Su principal atractivo turístico son las aguas termales de Churín, la capital distrital.
Dentro de la división eclesiástica de la Iglesia Católica del Perú, pertenece a la diócesis de Huacho

## Toponimia
Su nombre procedería de las voces del quechua I, patsan = del lugar, del mismo sitio y qaaray = maguey. En esta evolución: patsan → pachan; qaaray → garay → gara.

## Historia
El distrito fue creado mediante Ley del 28 de enero de 1863, en el gobierno del Presidente Miguel de San Román.

## Geografía
Tiene una superficie de 252,05 km². Su capital es el pueblo de Churin a 2 080 m s. n. m.

## Demografía
La población censada en el año 2007 en el distrito es de 3 321 habitantes.

## Autoridades

### Municipales
- 2023 - 2026
  - Aníbal Gonzales Mendoza
- 2019-2022
  - Alcalde: Toribio Fernández Villanueva
  - Regidores: Santo Domingo Huaman Fritas, Amancio Ortega Villena, Nino Cano López, Maritza Amelia Zúñiga Virhues, Isaías del Castillo Tapia
- 2015-2018[4]
  - Alcalde: Marcelino Matos|Marcelino Matos Huamán, Partido Aprista Peruano (PAP).
  - Regidores: Carlos Alberto Gonzales Sifuentes (PAP), María Alicia Rosales Ugarte (PAP), Armando Chirre Lizondo (PAP), Marcelino Huamán Ugarte (PAP), Teodora Justa Salazar López (Concertación para el Desarrollo Regional).
- 2011-2014[5]
  - Alcalde: Félix Susaníbar Castro, del Movimiento Concertación para el Desarrollo Regional (CDR).[6]
  - Regidores:  Teodora Justa Salazar López (CDR), Gaudencio Ortega Pijo (CDR), Ricardo Falcón Lizondo (CDR), Teodomiro Julio López Huamán (CDR), Catalino Jorge Chaupis Rosales (PADIN).
- 2007-2010[7]
  - Alcalde: Marcos Justo Huamán Ugarte, Partido Siempre Unidos (SU).
  - Regidores: Juan Huamán Hilario (SU), Norma Delia Custodio Marín de Díaz (SU), Víctor Hermes Laos Hoces (SU), Javier Ticse Pijo (SU), Carmen Marlene Santillán Pérez (Unidos por el Cambio de Pachangara).
- 2003-2006
  - Alcalde: Toribio Fernández Villanueva, Movimiento independiente Juventud Progresista.
- 1999-2002
  - Alcalde: Santos Tomás Quispe Murga, Movimiento independiente Vamos Vecino.
- 1993-1998
  - Alcalde:  Toribio Fernández Villanueva, Lista independiente N.º 15 Frente independiente Progresista.

### Policiales
- Comisario: Mayor PNP

### Religiosas
- Diócesis de Huacho[8]
  - Obispo de Huacho: Mons. Antonio Santarsiero Rosa, OSI.
- Parroquia San Juan Bautista[9]
  - Párroco: Pbro. Wilfredo Woitschek.

## Vías de acceso
El pueblo de Churin está ubicado a 60 km al este de Sayán y 107 km de Huaura por la carretera a Oyón.
Se puede llegar desde Lima en buses en unas 5 horas.

## Centros poblados
El distrito de Churin está formado por algunos anexos como: Acain, Atarpongo, San Bartolomé de Curay, San Martín de Taucur y San Pedro de Palpas. Hay dos caseríos importantes: Huancahuasi con 299 habitantes y Pachangara con 449 habitantes.
La comunidad Campesina San Bartolomé de Curay. es uno de los pueblos que conforman el distrito de Pachangara – Churin. Este apacible y hermoso centro poblado pasa desapercibido por los viajeros o visitantes hacia esta zona de la provincia de Oyon. Sin embargo es un lugar muy atractivo para los visitantes ya que cuentan con grandes complejos arqueológicos incas como son las ruinas de Kakuay Ragaj, Charqui Ragaj, Contadera, Markunkan; además los pobladores se dedican a las actividades ancestrales y tradicionales como son la agricultura y la ganadería en cuanto a la agricultura es muy reconocida la calidad de sus productos coma la papa, el olluco, la oca, la mashua, el maíz, la habas, el alverjón, el trigo, la cebada, etc. En cuanto a la ganadería es prolífica la crianza de vacunos de raza cárnica y lechera especialmente en los valles aledaños al río Acol; y en las partes altas es muy extendida la crianza de ganado ovino por los pobladores y además cuenta con dos granjas comunales de ganado ovino de genética mejorada con altas prestaciones de producción cárnica y lanar, también se cuenta con la crianza de alpacas.
Se invita a visitar la comunidad San Bartolomé de Curay y disfrutar de su cultura y tradición.

## Patrimonio

### Arquitectónico
- Iglesia de San Juan: de la época colonial, alberga una hermosa imagen de Cristo Crucificado, casi de tamaño natural, de artística talla, en fino cedro de Nicaragua, presenta detalles anatómicos que, al bajarlo de la cruz, permiten adoptar cómodamente la posición yacente, característica necesaria para llevarla en procesión.[10]

### Arqueológico
- Sitio arqueológico de Antamarca, ubicada en la comunidad campesina de San Francisco de Huacho, también conocida como "Huacho sin Pescado", frente al nevado Yarahuayna. Se trata de construcciones pre-incas de la cultura Cayash.

### Natural

#### Aguas termales

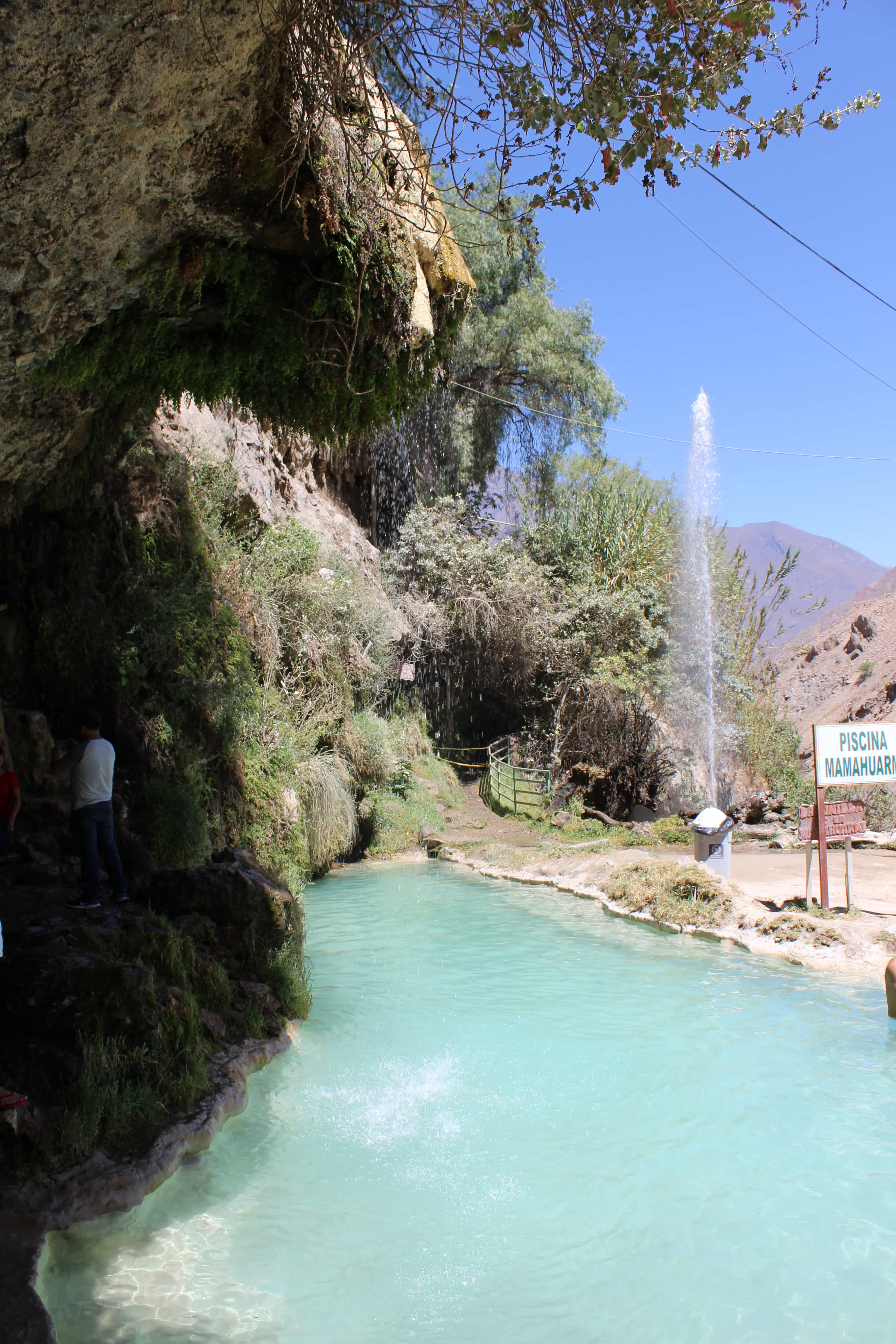
Baños termales de Churín.

Los famosos baños termales de Churín se localizan en el curso alto del río Huaura a una altitud promedio de 2280 m s. n. m. El poder curativo de sus aguas ya era conocido en épocas preíncaicas; sin embargo, es a partir de las visitas del sabio Antonio Raimondi que empiezan a ser valoradas y frecuentadas. Sus paisajes cordilleranos también concitan el interés de los visitantes.
Sus afloramientos termales contienen cloruro de litio, silicio, hierro, aluminio, cloruro de potasio, sulfato de magnesio, cloruro de magnesio, cloruro de calcio, sulfato de calcio, bicarbonato de calcio entre otros.
- La Meseta,[12] este complejo cuenta con 3 piscinas bajo techo: Machay Baños o Don Bosco de 32 °C para la rehabilitación muscular; Jatun Baños o Santa Rosa de 34 °C para afecciones del hígado y el estómago; y Ñahuin Baños o Señor de los Milagros de 35.5 °C que curan enfermedades de tipo bronquial.
- Baños de la Juventud,[13] presentan instalaciones para adultos y niños. En este lugar el afloramiento de agua está compuesto por un chorro de agua principal y uno secundario. El primero, es recomendable para los dolores de cabeza y enfermedades de los ojos. El segundo, que cae con fuerza, resulta un excelente "masajeador".
- Baños de Mamahuarmi,[14] está conformado por una poza natural y una pequeña gruta muy escondida. A solo unos cuantos metros, una pequeña cascada termina en una poza natural de mayor tamaño que constituye el baño de los Novios.
- Baños de Tingo,[15] a la entrada del distrito. Cuenta con modernas instalaciones con posas individuales de temperaturas de 38° a 44 °C.
- Baños de Cabracancha, son administrados por la comunidad campesina de Huacho[16]
  - BAÑOS DE FIERRO: Presentan una temperatura de 68 °C, son de un color amarillento, con olor ligeramente sulfúrico, soluble, por su alta temperatura se las considera en el grupo de hipertermales. Posee propiedades curativas para combatir el reumatismo, enfermedades de la piel, del aparato respiratorio y artritis.
  - BAÑOS DE AZUFRE: Presenta una temperatura de 50 °C, son de un color Fátima, con olor a azufre, ligeramente salubre. Se le atribuye bondades curativas para combatir las exemas de la piel, artrosis, aparato digestivo, úlceras, hígados, riñones e insomnio.

### Deportes de aventura
Este distrito se caracteriza por contar con excelentes lugares para la práctica de bicicleta de montaña y senderismo.

## Clima
Churín posee un agradable clima seco. Su temperatura media anual oscila entre los 11 °C y 16 °C. Al igual que en los pueblos de la serranía peruana, las precipitaciones se producen entre diciembre y marzo. La temporada más recomendable para visitar la ciudad es cuando no llueve, de abril a diciembre. Se sugiere llevar ropa ligera para el día y ropa de abrigo para la noche. Igualmente, traje de baño y protector para los rayos solares.

## Festividades
> Febrero: la festividad a los Apus el Kamachicog. Pagapu a la tierra madre para tener un buen año de cosecha.
- Julio: Festividad de San Pablo.

> julio festividad a la Virgen María Magdalena.
> diciembre: festividad al Niño Jesús, la Caporalia.